# Albrecht de Brandenburg
Albrecht de Brandenburg (n. 28 iunie 1490, Old Cölln⁠(d), Margrafiatul Brandenburg, Germania – d. 24 septembrie 1545, Martinsburg⁠(d), Electoratul de Mainz⁠(d), Germania) a fost un arhiepiscop de Mainz, arhicancelar și cardinal, promotor al comerțului cu indulgențe, fapt care a dus în cele din urmă la Reforma protestantă.

## Cariera
În anul 1513, la vârsta de 23 de ani, a devenit arhiepiscop de Magdeburg. Pentru că nu avea studiile încheiate, a primit din partea papei Leon al X-lea o dispensă de studii, contra cost. În 1514, contrar interdicției ca una și aceeași persoană să fie episcop în două locuri, a devenit arhiepiscop al Arhiepiscopiei de Mainz și arhicancelar.